# José Pedrosa Galán
José Pedrosa Galán (León, 2 de febrero de 1986) más conocido como Galán, es un futbolista español. Juega como mediocentro en el Football Club Bruno's Magpies de la  Primera División de Gibraltar. Galán es el jugador español que ha jugado en más países en la actualidad con un total de 14 ligas profesionales repartidas en 3 continentes, siendo además pionero en varios de ellos.

## Introducción
Es un jugador formado en las categorías inferiores del Atlético de Madrid, por el filial y primer equipo de la UD Almería, por el CD Toledo, la Cultural y Deportiva Leonesa, Chainat FC de Tailandia, Pro Duta FC de Indonesia, SKN St. Pölten austriaco, Ayris Limassol FC de Chipre, FC Ceahlăul Piatra Neamț de Rumanía, Persela Lamongan de la Indonesia Super Liga, RoPS Rovaniemi de Finlandia, el CE L'Hospitalet de la Segunda División B de España, el FC Santa Coloma con el que jugó a fase previa de la Liga de Campeones de la UEFA 2017-18,  el Dreams Sports Club de la Liga Premier de Hong Kong y el Al-Shamal Sports Club de la Liga de Catar. 

## Trayectoria
Galán empezó jugando a fútbol en uno de los equipos de fútbol base de su ciudad, el CD San Lorenzo, allí empezó a destacar en alevines con 8 años siendo el máximo goleador de la categoría, y fue por la Selección de Castilla y León sub-12 con la que jugó el Campeonato de España, entonces Pepe Calvo se fija en él y ficha por la Cultural y Deportiva Leonesa con la que juega hasta los 16 años, e incluso fue llamado para entrenar con la selección española Sub-17.
Con esa edad y tras recibir ofertas de equipos como el RCD Español, Sporting de Gijón, Valencia CF, Deportivo de la Coruña, Valladolid o CA Osasuna se decanta por el Atlético de Madrid con el que juega en División de Honor, Atlético Aviación y Atlético de Madrid B. Tras una inoportuna lesión en el hombro es cedido al CD Toledo tras haber recidibo una oferta del Deportivo de la Coruña B para así poder continuar con sus estudios de Psicología en la Universidad Complutense de Madrid, donde coincidió en clase con su amigo Esteban Granero.
En la temporada siguiente, firma con el filial de la UD Almería, que acababa de ascender a Primera División, equipo en el que tiene entrenadores con gran pasado como jugadores, y en poco tiempo comenzó a hacerse un hueco en la primera plantilla, que estaba a las órdenes de Unay Emery y donde llegó a tener dorsal reservado (el número 28) y minutos en torneos y amistosos.
Pero entonces llega el peor momento de su carrera con una lesión que le aparta de los terrenos de juego 8 meses, y con la salida de Hugo Sánchez, que se había convertido en entrenador del primer equipo, y que había apoyado a Galán pública y personalmente, pero el presidente de la UD Almería decide no renovarle tras una lesión de larga duración y rescindirle el año de contrato que le quedaba en el club en pleno proceso de recuperación.
Después de esto firma con la Cultural y Deportiva Leonesa durante 2 años y juega cedido parte de la temporada en Almería para finalizar sus estudios de Psicología. Finalmente se Licencia como Psicólogo por la Universidad de Almería, pero este último año que empieza jugando en la Cultural de nuevo, decide abandonar el club de sus amores y de su ciudad natal para intentar seguir con su carrera deportiva fuera de España, en una liga extranjera, y el 30 de enero de 2012 se hace oficial su fichaje por el Chainat FC que juega en la Thai Premier League, dejando atrás ofertas de la 1ª división de Hungría, de Singapur, del Congo, de Rumanía. 
En febrero de 2013 firma un contrato por dos años por el Pro duta Fc, equipo de la Indonesian Premier League con el que se convierte en campeón de Liga a las órdenes del hispano-brasileño Beto bianchi (http://es.m.wikipedia.org/wiki/Roberto_Bianchi_Peliser). Tras problemas de impagos entrenador y jugador abandonan el club en la primera temporada. En 2014 firma por el SKN St Pölten por media temporada, obteniendo la 4 posición en la Erste liga y una plaza en la Europa League tras caer derrotados en la final de copa Austriaca por el red bull salzsburgo por 3-1. Una vez finalizada la relación con el club austriaco, Galán firma por el Al Shabab  de Jordania.

## Selección de Castilla y León
Fue llamado por primera vez para Selección de Castilla y León sub-12 con la que jugó el Campeonato de España, en esta misma selección ha sido capitán e integrante en todas las categorías hasta llegar a la profesional, y ha logrado un subcampeonato de España eliminando a la Selección de Madrid de Borja Valero, Molinero y Roberto Soldado entre otros y tiene como entrenadores a ilustres del fútbol nacional como Alfredo Merino, Eusebio Sacristán, Carlos Hugo, Juan Carlos Rodríguez y Alberto López (todos ellos exjugadores de 1 división).

## Atlético de Madrid
En el Atlético de Madrid ha estado durante su etapa juvenil con el que juega en División de Honor, Atlético Aviación y Atlético de Madrid B a las órdenes de entrenadores de la talla de Quique Estebaranz, Milinko Pantic, Pepe Murcia o Luiz Pereira y coincide con jugadores como Mario Suárez, Manu del Moral, Braulio, Quillo, Roberto Jiménez, David Rodríguez, José Manuel Jiménez Ortiz (Mané), Domingo Cisma o David De Gea.

## UD Almería
En la UD Almería estuvo a las órdenes de Berges (medalla de Oro en Barcelona 92 ), Galca (exjugador profesional) o Carlos Rios (entrenador FC Cartagena), Juan Carlos Ríos Vidal y Juanma Lillo.
Se convirtió en el capitán del filial y con la llegada de Hugo Sánchez al primer equipo y de su ayudante Sergio Egea, quienes depositan una gran confianza en él y le consideran jugador del primer equipo, entrenan a diario con la primera plantilla, y al año siguiente requiriere de sus servicios para hacer la pretemporada con la UDA en La Manga y Gales y cuenta con él como un jugador de Primera División más, hasta que se acaba su etapa en el la UD Almería por su lesión. Aquí jugó con jugadores como Álvaro Negredo, Chico Flores, Felipe Melo, Diego Alves y Pablo Piatti entre otros.

## Cultural y Deportiva Leonesa
Este fue uno de los equipos donde se formó desde pequeño y a donde va después de su salida del Almería, pero después de dos años en este Club, el 11 de noviembre de 2011 decide rescindir su contrato y salir del club:
"Lo tenía casi decidido desde hace tiempo, cuando todavía estaba jugando, quería marcharme a Almería para poder terminar mis cursos de psicología y empezar a jugar en el extranjero porque tengo 25 años y creo que es el momento; solo quería esperar un poco a que llegara la hora y el momento adecuado." Con este mensaje se despidió de la afición y del club y cogió las maletas para irse a una liga extranjera.

## Chainat FC
El 30 de enero de 2012, el Chainat FC hace oficial el fichaje de Galán al que llega libre después de su salida de la Cultural y Deportiva Leonesa, aquí se convierte en uno de los pilares del equipo y uno de los jugadores más queridos por la afición.
Además con este fichaje Galán se convierte en el primero jugador español de la historia en debutar en la Thai Premier League, liga a la que también han ido jugadores con gran pasado en las grandes ligas europeas, como Robbie Fowler o Fredrik Ljungberg. Durante este tiempo también fue seleccionado para el partido Thai-All Stars 2012 con el combinado extranjero.

## Pro Duta FC
El jugador leonés firmó por este equipo el 11 de febrero, abandonando de esta forma la disciplina del Chainat FC tailandés. En el Pro Duta FC coincidió con el técnico español Beto Bianchi. Además se convirtió en el primer jugador español en debutar en la máxima categoría del fútbol indonesio.

## SKN St. Pölten
Después de haber jugado en dos ligas de Asia, Galán decide volver a Europa al SKN St. Pölten, equipo que juega la Erste League de Austria y con el que consiguió la tercera posición en liga, ser finalista de la Copa de Austria contra el equipo del también español Jonathan Soriano, el Red Bull Salzburg y la clasificación para la Europa League 2014/2015, finalizando así la mejor temporada del club austriaco.

## Shabab Al Ordon
Galán llega al campeón de la liga jordana en 2013 y campeón de la AFC en 2007,  en horas bajas ya que están en posiciones de descenso, pero tras una gran aportación tanto suya como de la "armada española" consiguen levantar el vuelo y acabar la temporada fuera de peligro en la clasificación. Se convirtió junto a Dennis Nieblas en el primer jugador español en jugar en dicho país.

## Aris Limassol FC
El 31 de agosto se hace oficial el fichaje de Galán por el Aris Limassol FC de la Primera División de Chipre mediante un comunicado tanto del club como del jugador. El jugador quedó libre en diciembre tras pasar 3 meses sin cobrar.

## FC Ceahlăul Piatra Neamț
A pesar de haber firmado junto a otros 5 españoles la aventura rumana duró muy poco, a causa de impagos como había sufrido anteriormente en Chipre, Galán rescindió en Rumania de manera unilateral por problemas de pagos de la entidad. Poco después el club acabó despareciendo tras la bancarrota causada por el presidente italiano.

## Persela Lamongan
Galán decide volver en marzo de 2016 a Indonesia, esta vez al Persela Lamongan de Surabaya. Tras ser elegido varias veces en el XI ideal de la Primera división del país el jugador vuelve a Europa en el mercado de verano en un equipo claisificado para la Europa League ese mismo año:

## ROPS de Rovaniemi
A finales de agosto el jugador llega un acuerdo con el ROPS, cuya fase de clasificación para la Europa League disputa encuentros contra el Shamrock Rovers y después contra el Lokomotiv de Zagreb con el que cae eliminado. Galán coincide con otro español, el portero Antonio Reguero y logran una meritoria 4 plaza en la Máxima División de la Liga Finlandesa; la Veikkausliiga.

## CE L´Hospitalet
Tras varios años de travesía por ligas extranjeras Galán decide volver a España para enrolarse en las filas del Hospitalet en 2B. Firma a finales de enero de 2017 y luchan para evitar el descenso, el cual se consumaría más tarde a mediados de mayo, en Mestalla, contra el Valencia B.

## FC Santa Coloma
El jugador leonés firma con la entidad andorrana con el objetivo de jugar la previa de Champions League por un mes.
El sorteo les encuadra junto al Alashkert de Armenia, al que no consiguen derrotar a doble partido, perdiendo 1-0 en Armenia y empatando a 1 en Andorra una semana después, en el que Galán dio la asistencia de dicho gol al capitán de la selección de Andorra Ildefonso Lima. Como curiosidad decir también, que dicho encuentro en tierras andorranas fue el último en la carrera profesional del campeón de Europa y del mundo Joan Capdevilla.

## Dreams Fc
Tras la corta estancia en Andorra el jugador español se compromete por el Dreams FC, franquicia de hong kong que competiría en la Premier League de Hong Kond dicha temporada. De nuevo una gran colonia española formada por 5 futbolistas españoles llevaron al club a las semifinales de la Sapling Cup, en la que fueron eliminados por el Kitchee de Diego Forlán. Tras un gran comienzo ligueros acabaron la liga regular en zona tranquila.

## Al Shamal SC
José Galán se compromete en mayo de 2018 por el Al Shamal, de Catar. La inestabilidad del club con 3 entrenadores en 6 meses y los malos resultados causan la baja de Galán en el mercado de invierno, tras haber disputados todos los partidos de la segunda máxima división catarí.

## Al Jabalain Fc
A finales de enero de 2019 Galán vuelve a jugar en Oriente Medio, y en Asia de nuevo, esta vez en Saudí Arabia, en el que firma por un histórico del paños que disputa la Segunda Liga del país. Allí coincide con el delantero también español Hugo López.

## Valour FC
Galán firma por una temporada con opción a otra más convirtiéndose así en el español que ha jugado en más países. 13 en su totalidad.
Tras acabar la temporada el club y el jugador anuncian la continuidad para la temporada 2020, que finalmente se disputó en la Isla del Príncipe Eduardo con medidas extraordinarias debido al COVID-19.
Galán realizó un gran papel, convirtiendo un gol, dando una asistencia, siendo nominado en dos partidos a MVP y obteniendo el título en uno de ellos.

## Football Club Bruno's Magpies
El 2 de febrero de 2022, firma por el Football Club Bruno's Magpies de la Primera División de Gibraltar.
En sus dos primeras temporadas jugando para el club consiguen por primera vez la clasificación para las rondas previas de la UEFA Conference League, además del primer título de la historia del club al hacerse con la Rock Cup 2023. 

## Clubes
| Club                                     |
| ---------------------------------------- |
| Categorías inferiores Atlético de Madrid |
| CD Toledo                                |
| UD Almería                               |
| Cultural y Deportiva Leonesa             |
| Chainat FC                               |
| Pro Duta F.C                             |
| SKN St. Pölten                           |
| Al Shabab                                |
| Aris Limassol FC                         |
| FC Ceahlăul Piatra Neamț                 |
| Persela Lamongan                         |
| RoPS Rovaniemi                           |
| CE L'Hospitalet                          |
| FC Santa Coloma                          |
| Dreams Sports Club                       |
| Al-Shamal Sports Club                    |
| Al-Jabalain                              |
| Valour Football Club                     |
| Football Club Bruno's Magpies            |